# 吹雪號驅逐艦 (吹雪型)
吹雪（ふぶき）是大日本帝國海軍的一等驅逐艦。由於其重武裝（砲塔式12.7厘米聯裝砲3座、於艦中心搭載3座61厘米3聯裝魚雷發射管及配備9枚預備魚雷）及優良的凌波性能，所以在當時為各海軍列強帶來很大的衝擊。「吹雪」為特型驅逐艦的首製艦，此外共有2艘日本海軍艦艇使用該名稱（初代為春雨型驅逐艦的「吹雪」）。「吹雪」於1942年10月11日在薩沃島海戰（埃斯帕恩斯角海戰）中沈沒後，吹雪型被改名為白雪型驅逐艦。其後，又被更名為初雪型驅逐艦。

## 艦歷
在舞鶴工作部建造並於1928年（昭和3年）8月10日竣工。建造期間以「第三十五號驅逐艦」作為名稱，後在8月1日改稱「吹雪」。就役後與吹雪型初期姊妹艦編制成第11驅逐隊。於1930年（昭和5年）12月開始的一段時間，南雲忠一大佐曾作為該隊驅逐隊司令。在太平洋戰爭開戰前，主要在中國方面活動。在第四艦隊事件後因就艦體強度問題而接受改裝。1939年（昭和14年）11月，有賀幸作中佐就任為第11驅逐隊司令。「吹雪」在有賀司令的指揮下，於1940年（昭和15年）10月11日，參加了因就紀元二千六百年記念行事而舉行的紀元二千六百年特別觀艦式。第11驅逐隊為配置於第二列內17艘艦中的最後尾（「長門」、「陸奥」、「伊勢」、「攝津」、「凉風」、「江風」、「村雨」、「春雨」、「夕立」、「五月雨」、「漣」、「綾波」、「浦波」、「初雪」、「白雪」、「吹雪」）。

### 太平洋戰争初期
1941年（昭和16年）12月太平洋戰爭爆發，這時「吹雪」與「白雪」及「初雪」共3艘編成第11驅逐隊。司令為莊司喜一郎大佐，驅逐隊司令艦則是「初雪」，「吹雪」為3號艦。而第11驅逐隊隸屬於第三水雷戰隊（司令官橋本信太郎少將：旗艦川內），並參加南方作戰。開戰後，「吹雪」立刻作為對馬來半島實施登陸的船團的護衛，後於加里曼丹島攻略戰、古晉攻略作戰從事船團護衛等多樣的任務。在作戰任務中的12月17日，隸屬三水戰第12驅逐隊的「東雲」受到荷蘭軍飛行艇的空襲而沈没，乘組員全員戰死。12月24日，隸屬三水戰第20驅逐隊的「狹霧」因荷蘭潛艇「K XVI」的魚雷攻擊而爆炸沈沒。在開戰還不足1個月第三水雷戰隊就喪失了2艘吹雪型。
1942年（昭和17年）1月26至27日，「吹雪」參加了興樓海海戰。早前雖然受到英軍軍機的空襲，但因對空戰鬥奏效而沒受損傷。於27日的夜戰中，首先是「白雪」擊退了澳洲海軍驅逐艦「吸血鬼」號，其後與「白雪」、「夕霧」、「掃海艇1號」、「川內」、「朝霧」、「吹雪」、「初雪」及「天霧」以主砲共同將英國皇家海軍驅逐艦「珊奈特」號擊沈。「吹雪」向「珊奈特」號一共發射了102發12.厘米主砲砲彈，而其他艦隻亦平均發射了70發左右的主砲砲彈。於三水戰的戰鬥詳報中，記述該次戰鬥為太過集中於被擊破的敵艦（珊奈特號）上，對其他敵艦（吸血鬼號）的攻擊並不徹底，各艦的探照燈亦因重複照射「珊奈特」號而變相看不到其他敵艦（吸血鬼號），並指摘各艦因花太多時間等待三水戰司令部（川內）的命令而延誤了追擊正在離脱的敵艦，更評價『讓其逃脫實屬遺憾（遂に之ヲ逸シタルハ遺憾ナリ）』。
2月12日後，輕巡洋艦「由良」歸入第三水雷戰隊的指揮之下，「吹雪」則與僚艦在新加坡方面進行通商破壊作戰（破交戰）。並於13日、14日、15日、16日等日進行活動。17日，驅逐艦「綾波」座礁受損。在一連串的作戰中，「吹雪」的所獲得的戰果在下方列出。
- 2月13日1404：吹雪、朝霧｜英特設敷設艦｜擊沈
- 2月14日0046：吹雪、朝霧｜英特設敷設艦｜撃沈
- 2月15日

0820：吹雪｜英特設敷設艦｜擱坐自爆
1715：吹雪｜驅潛艇｜擱坐
- 2月16日

0940：吹雪｜英高速艇｜捕獲
0940：吹雪｜英高速艇｜捕獲（兩艘為同時捕獲）
0945：吹雪、川内｜英油槽船「湖內」號｜拿捕
於18日，「由良」與第11驅逐隊向阿南巴斯群島進發，同時脫離了三水戰的指揮。

### 巴達維亞海海戰
2月18日，由今村均陸軍中將所率領的陸軍第16軍，因西部爪哇島攻略（蘭印作戰、即荷蘭東印度群島戰役）的關係而分乘56艘輸送船從金蘭灣出擊。而第五水雷戰隊司令官（司令官原顯三郎少將：旗艦名取）所指揮的第3護衛隊則為該船團進行護衛，同時原司令官亦請求在附近行動中的第七戰隊（4艘最上型重巡洋艦）與第四航空戰隊（司令官角田覺治少將：航空母艦「龍驤」）等為其進行掩護。21日，「由良」、第11驅逐隊（初雪、白雪、吹雪）及第12驅逐隊與第五水雷戰隊合流。「吹雪」被編入第三護衛隊，並納入五水戰「名取」的指揮之下。24日，特設水上機母艦「神川丸」的水上偵察機發現到有潛艇出現，驅逐艦「春風」與「吹雪」就協同水上偵察機向潛艇進行深水炸彈攻擊。27日，第7戰隊「熊野」的水上偵察機報告「包含3艘巡洋艦（1艘可能是戰艦）的盟軍艦隊正在接近輸送船團（巡洋艦3隻(1隻は戦艦可能性)を含む連合軍艦隊が輸送船団に接近中）」，原司令官在指示輸送船團掉頭的同時，命令分散了的輕巡洋艦「由良」、第11驅逐隊及第12驅逐隊集合。其後陸軍對登陸日期進行了調整，不過有意向會以包括「吹雪」在內的五水戰及第七戰隊各戰力擊破盟軍艦隊。
這時，卡雷爾·多爾曼少將率領的ABDA盟軍艦隊與日本海軍的第五戰隊、第二水雷戰隊、第四水雷戰隊之間爆發蘇臘巴亞海海戰。在該海戰內的第一次晝戰、第二次晝戰、第一夜戰及第二夜戰（2月27日-28日）中，盟軍艦隊的多爾曼少將戰死，巡洋艦號「狄・路特」號與「爪哇」號被擊沈，不過美國海軍重巡洋艦「侯斯頓」號與澳洲海軍輕巡洋艦「珀斯」號卻成功脫離。28日清晨，倖存兩艦到達瓦達維亞。同一時間，第五戰隊及輸送船團也抵達爪哇島並進入梅拉克灣與凡達姆灣開始實施登陸。「松風」需為第四航空戰隊進行護衛的關係而與本隊分離。另外因接收到來自「三隈」的「敵艦隊接近中」的偵察結果，第3護衛隊命令第七戰隊第2小隊進行船團護衛。
3月1日的巴達維亞海海戰中，「吹雪」聯同第五水雷戰隊、第七戰隊第2小隊（司令官栗田健男少將：「三隈」、「最上」）及第19驅逐隊「敷波」將盟軍艦隊的殘存艦（重巡洋艦「侯斯頓」號、輕巡洋艦「珀斯」號）擊沈。3月1日0015，「吹雪」因進行哨戒單艦行動期間發現了「休士頓」號及「珀斯」號，隨即向友軍通報。對2艘盟軍巡洋艦進行約25分鐘的追跡，最後在2500米的距離外發射9枚魚雷並報告有2枚命中。這時該2艦仍未喪失戰鬥力，但在戰鬥詳報中卻高度評價「吹雪」的初擊。凌晨2時過後「休士頓」號及輕巡洋艦「珀斯」號相繼沈没。其後「初雪」與「吹雪」對1艘5000噸級油槽船進行砲擊，及後報告已將其擊沈。同日21時35分、「初雪」與「吹雪」報告再將1艘英軍驅逐艦擊沈，並逼使1艘掃海艇擱坐。
不過在該海戰中頻頻出現誤射，特別是日本艦隊所發射的氧氣魚雷（九三式）為友軍帶來極大損害。在部分的美國文獻中，海戰序盤時「吹雪」所發射的9枚魚雷就擊傷了日本軍輸送船團。但實際上是由「最上」所發射的魚雷。海戰期間，今村陸軍中將所乘座乗的登陸艦「神州丸」、醫院船「蓬萊丸」、輸送船「龍野丸」、「佐倉丸」及「第二號掃海艇」就是因此沈没或嚴重損毀。日本陸軍（今村中將）最後以『輸送船的損傷除因砲彈外似乎是受到高速魚雷艇的攻擊（損傷輸送船団ハ砲弾ノ外高速魚雷艇ノ攻撃ニ依ルモノノ如シ）』為由不追究日本海軍的失誤。
3月4日，第11驅逐隊（初雪、白雪、吹雪）脫離第三護衛部隊的指揮，並航向新加坡（昭南）。3月10日，第三水雷戰隊的編制作了修改，因損失了「東雲」變成「白雲」、「叢雲」2艦編制的第12驅逐隊被廢止。「白雲」被編入因損失「狹霧」變成3艦體制的第20驅逐隊，而「叢雲」則加入第11驅逐隊，開戰以來一直是吹雪型3艦體制的第11驅逐隊增強為4艘。第11驅逐隊另再細分為2個小隊，第1小隊為1號艦「初雪(驅逐隊司令艦)」、2號艦「白雪」，而第2小隊則是3號艦「吹雪」、4號艦「叢雲」。
其後，在參加了北部蘇門答臘掃蕩作戰、4月的孟加拉灣的機動戰後，歸投吳。6月跟著主力部隊參加中途島海戰。7月中旬，日本海軍於印度洋方面開始了通商破壊作戰「B作戰」。參加該作戰参的戰力為以第七戰隊（司令官西村祥治少將：重巡洋艦「熊野」、「鈴谷」）、第三水雷戰隊（旗艦「川内」、第11驅逐隊《吹雪、白雪、初雪、叢雲》、第19驅逐隊《磯波、浦波、敷波、綾波》、第20驅逐隊《天霧、朝霧、夕霧、白雲》）、第二水雷戰隊（第2驅逐隊《村雨、五月雨、夕立、春雨》、第15驅逐隊《黑潮、親潮、早潮》）等艦構成，並在馬來半島西岸丹老集結。8月8日，在瓜達爾卡納爾島之戰開始後「B作戰」被中止，各隊及各艦經由達沃前往楚克錨地或所羅門群島。

### 埃斯佩兰斯海角海战
1942年（昭和17年）10月11日12時，第11驅逐隊第2小隊「吹雪」「初雪」與第六戰隊（司令官五藤存知少將）的3艘重巡洋艦3隻（青葉、古鷹、衣笠）一同從布干維爾島肖特蘭群錨地出擊，前往瓜達爾卡納爾島對亨德森飛行場進行砲擊。同日，在聯合艦隊司令長官山本五十六大將的命令下，第三戰隊（司令官栗田健男中將）的2艘金剛型戰艦（金剛、榛名）及其護衛部隊（第二水雷戰隊）作為『第二次挺身隊』，從楚克錨地出發並執行亨德森基地艦砲射擊任務，而第六戰隊則被命令作為『第二次挺身隊』的前鋒，首先突入琳加錨地及對飛行場進行砲擊。第六戰隊司令部，基於一直以來的輸送任務中美軍艦隊只作出有限度的反擊，另外於11日晝間的航空偵察中並沒有發現敵艦，以及在3小時前到達瓜達爾卡納爾島的輸送部隊（日進隊）在沒受到反擊底下成功登陸，所以判斷『由於敵方沒有大兵力的水上部隊而沒作反擊（敵の大兵力水上部隊を以てする反撃等は無い）』，並且『在警戒上已經算是特別地嚴密（特に警戒を厳に為しありき）』的狀態。不過，當美軍察覺到日本海軍的行動後，立刻從前往瓜達爾卡納爾島作增援部隊（陸兵約3000人）的輸送船團中，抽調出由諾曼·斯科特少將所率領，正在進行艦隊護衛任務的2艘重巡洋艦、2艘輕巡洋艦、5艘驅逐艦，派遣往鐵底海峽待命。
16時後，第六戰隊以30節的速度快速前進，在旗艦「青葉」左前方3000米為「初雪」、右前方為「吹雪」，「青葉」、「古鷹」及「衣笠」則以單縱陣航行。在收到較早前已出發，由城島高次少將指揮的輸送部隊（水上機母艦「日進」、「千歳」、驅逐艦「秋月」等）從瓜達爾卡納爾島發出的登陸成功的報告，第六戰隊決定對飛行場進行砲擊。在穿過颮（一種常見於熱帶的暴風雨）後，21時43分在薩沃島方向（第六戰隊的左前方）發現艦影，當六戰隊司令部正在猶豫這為敵艦隊還是城島輸送隊的時候，該艦影（美軍艦隊）開始進行砲擊。本艦被美艦擊沉，艦長山下鎮雄少佐戰死，艦上109名乘員被美軍救起，但最終存活者只有8名。於1942年11月15日除籍。

## 歷代艦長
※資料為基於262-263頁。

### 艤裝員長
1. 橫山德治郎 中佐：1928年2月1日 -

### 艦長
1. 橫山德治郎 中佐：1928年7月10日 - 1928年12月10日
2. 石戶勇三 中佐：1928年12月10日 - 1929年11月30日
3. 樋口通達 中佐：1929年11月30日[53] - 1931年10月31日[54]
4. 佐藤慶藏 中佐：1931年10月31日[54] -
5. 大藤正直 中佐：不詳 - 1932年12月1日[55]
6. 直塚八郎 中佐：1932年12月1日 - 1933年11月15日
7. 平井泰次 少佐：1933年11月15日 - 1935年10月15日
8. （兼）佐藤寅治郎 中佐：1935年10月15日 - 11月9日[56]
9. 植田弘之介 中佐：1935年11月9日 - 1936年11月16日[57]
10. 香川清登 少佐：1936年11月16日 -
11. 藤田友造 少佐：1937年11月15日 -
12. 山田鐵夫 少佐：1938年2月4日 -
13. （兼）折田常雄 少佐：1938年11月15日 -
14. 脇田喜一郎 中佐：1938年12月15日 -
15. 奥山鎮雄 少佐：1939年10月10日 -
16. 山下鎮雄 少佐：1940年10月15日 - 1942年10月11日戰死

## 註腳
1. ↑  #内令昭和17年11月(4)p.24『内令第二千百十五號　艦艇類別等級別表中左ノ通改正ス　昭和十七年十一月十五日海軍大臣嶋田繁太郎｜駆逐艦、一等ノ部中「吹雪型」ヲ「白雪型」ニ改メ同項中「、吹雪」「、叢雲」「、朧」ヲ、同朝潮型ノ項中「、夏雲」ヲ削ル』
2. ↑  #内令昭和18年4月(1)p.20『内令第五百六十八號　艦艇類別等級別表中左ノ通改正ス　昭和十八年四月一日　海軍大臣嶋田繁太郎｜駆逐艦、一等ノ部中「白雪型」ヲ「初雪型」ニ改メ同項中「白雪、」ヲ、同白露型ノ項中「、村雨」ヲ削リ同「朝潮型」ヲ「満潮型」ニメ同項中「、朝潮、大潮」「、「荒潮」「、峯雲」ヲ、同陽炎型ノ項中「時津風、」ヲ削ル(以下略)』
3. ↑  #紀元二千六百年特別観艦式・第三章p.1『…第2列ニハ戦艦長門・陸奥・伊勢・山城外特務艦摂津、駆逐艦凉風・江風・村雨・春雨・夕立・五月雨・漣・綾波・浦波・初雪・白雪・吹雪ノ十七隻整列シ…』
4. ↑  #巻1追録/第2類編制(1941年12月30日)p.1
5. ↑  #昭和16年12月三水戦日誌(1)p.22-23『18日0150第二護衛隊指揮官→南遣艦隊司令長官/當隊機密第113番電ニ依ル報告以後ノ東雲捜索ノ結果遂ニ艦影ヲ認メズ。「バラム」灯台ノ7度11.5浬附近ニ広範囲ニ亙リ重油352度14浬及22度15浬ニ空樽ノ浮流セル等其ノ他ノ情況ヨリ推シテ東雲ノ遭難ハ確実ナリ』-p.53『12月17日(略)二.東雲0850バラム灯台ノ7度11.5浬ニテ敵機ト交戦沈没ス、乗員艦長以下227名戦死』
6. ↑  #昭和16年12月三水戦日誌(1)p.35『25日0330第二護衛隊指揮官→南遣艦隊司令長官/戦闘概報第五号其ノ三｜一.狭霧及所定ノ哨区ニ在リテ「ク」泊地対空対潜移動警戒中2045シパング岬354度27粁ニ於テ敵潜水艦ノ雷撃ヲ受ケ爆雷ニ誘爆火災引続キ爆薬庫三番聯管予備魚雷爆発2100沈没セリ｜二.護衛隊ハ第三号掃海艇及白雲短艇ヲ以テ狭霧乗員救助ニ當ラシム(以下略)』-p.55『12月24日(略)二.狭霧2100シパング岬ノ354°27kニテ哨戒中敵潜ノ雷撃ニ依リ沈没(ｲ)生存者艦長以下119名内重傷5名(ﾛ)戦死者121名』
7. ↑  #昭和17年1月三水戦日誌(2)p.18『(一)「エンダウ」泊地敵機来襲情況　延機数約46　消耗弾薬内譯/吹雪：主砲23発、機銃240発、小銃0』
8. ↑  #昭和17年1月三水戦日誌(2)p.14『0501白雪敵ト交戦敵1番艦ヲ照射砲撃　直撃弾数発ヲ得。敵一番艦煙幕ヲ展開ス｜0505白雪敵2番艦ニ射撃目標変換』
9. ↑  #昭和17年1月三水戦日誌(2)p.15『0508夕霧敵2番艦ニ対シ砲撃開始｜0515掃一敵2番艦ニ対シ砲撃開始｜0519川内吹雪朝霧敵2番艦ニ対シ砲撃開始｜0525敵2番艦ハ航行不能トナリ1番艦ハ煙幕裡ヲ120度方向ニ遁走ス｜0527十一駆ヲシテ敵2番艦ノ撃滅ニ當ラシメ20駆ヲシテ1番艦ヲ追撃セシム｜0545初雪天霧敵2番艦ニ対シ砲撃開始、射線方向ニ味方アル為天霧ハ間モナク射撃ヲ止ム｜0545遂ニ敵1番艦ヲ捕捉シ得ズ之ヲ逸ス』
10. ↑  #昭和17年1月三水戦日誌(2)p.19『吹雪：射撃目標サネット、平均射距離8000m、消耗弾薬数12.7㎝102発｜記事(ｲ)射線方向ニ味方アルタメ射速発揮不能其ノ為錯綜弾多カラズ』
11. ↑  #昭和17年1月三水戦日誌(2)p.39『(ハ)攻撃ハ敵先頭艦ニ集中シ且徒ニ敵残艦ニ捉ハルルコトナク機失セズ他ノ有力艦ヲ追撃セザルベカラズ、而シテ之ガ追撃ハ徹底的ナルヲ要ス(後略)』
12. ↑  #昭和17年2月～三水戦日誌(1)p.27『2月12日　一.由良指揮下ニ入ル』
13. ↑  #昭和17年2月～三水戦日誌(1)p.28『13日　一.川内、由良、11dg、朝霧「バンカ」北方海域制圧　二.川内水偵前路索敵　三.敵艦船撃沈破(ｲ)撃沈：英中型商船1(初雪、白雪)、英特設敷設艦1(吹雪朝霧)、特設巡洋艦1(川内由良)｜(ﾛ)小破：小型商船(川内水偵)(後略)』
14. ↑  #昭和17年2月～三水戦日誌(1)p.28『2月14日(一.川内、1D/11dgハ先遣輸送船団ト合同0°-5S 105°-10E)一.敵艦船撃沈：英特設砲艦1(吹雪朝霧)、英特設砲艦1(由良吹雪朝霧)｜二.川内、1D/11dgハ輸送船団護衛、由良朝霧「ベルハラ」水道東口哨戒｜三.敵機延24機来襲我ニ被害ナシ(後略)』
15. ↑  #昭和17年2月～三水戦日誌(1)p.29『2月15日(略)三.敵艦船撃沈拿捕(ｲ)撃沈：英魚雷艇1(1wg)、英魚雷艇1(白雪)、英雑役船1(由良朝霧)｜(ﾛ)擱坐：英特設敷設艦1(吹雪)、駆潜艇(吹雪)｜(ﾊ)拿捕　小型商船1(白雪)　武装商船1(白雪ck)、英大型内火艇(w1)｜四.敵機延19機ノ空襲アリ(後略)』
16. ↑  #昭和17年2月～三水戦日誌(1)p.30『2月16日(略)三.敵艦艇撃沈捕獲　(ｲ)撃沈：魚雷艇1(ch5)、英哨戒艇1(川内)、英駆潜艇1(初雪)｜(ﾛ)捕獲拿捕：英監視艇DYAMAS(川内)、英高速艇2(吹雪)、英油槽船RELAV(川内吹雪)、英監視艇1(11dg)、英砲艦(由良朝霧)｜(ﾊ)航行不能武装解除：哨戒艇1(w5)(略)七.敵機延10機来襲但馬丸ノ外被害ナシ』
17. ↑  #昭和17年2月～三水戦日誌(1)p.31『2月17日　一.敵艦船撃沈拿捕(ｲ)撃沈：特務船1(由良)（略）一.綾波1853DURAI島ノ296°2.4kニ於テ海図ニ記載ナキ浅岩ノタメ推進器破損』
18. ↑  #昭和17年2月～三水戦日誌(2)pp.25-27『(一)ム作戦中撃沈拿捕(捕獲)船舶一覧表』
19. ↑  #昭和17年2月～三水戦日誌(1)p.32『2月18日一.11dg0700「ムントク」沖発「アナンバス」ヘ｜二.由良1000「ムントク」沖発「アナンバス」ヘ｜一.敵艦船捕獲拿捕：英掃海艇?(白雪)、蘭汽艇1(ch7)、英駆潜艇ML432(川内)｜一.由良1000指揮下ヲ離ル　二.2000夕霧11dg、1D/41wg指揮下ヲ離レ…』
20. ↑  #昭和17年1月～五水戦日誌(2)pp.3-4『2月2日「ヤ」作戦部隊編制発令セラル。陸軍第16軍主力来船(輸送船56隻)ハ2月1日以後逐次高雄ヲ出港22dg、5dg夫々護衛ノ下ニ2月10日「カムラン」湾ニ全部集結ヲ了ス(略)2月18日1000陸軍第16軍主力第2師団及東海林支隊(輸送船56隻)及妙高丸.鶴見ヲ護衛シ「カムラン」湾ヲ出撃ス』
21. ↑  #昭和17年1月～五水戦日誌(2)pp.23-24『18日0100将旗5sd→1KF参謀長/(略)二.第七戦隊ノ支援ニ関シ近時西部「ジャバ」海ニ於ケル敵艦艇ノ増勢ニ鑑ミ第七戦隊ハ「カリマタ」海峡附近以後輸送船隊ト概ネ行動ヲ共ニシ緊密ナル連繋ヲ保チ直ニ敵艦艇ヲ撃破スル如ク行動ノコトニ配慮アリ度。尚龍驤モ出来得レバ敵艦艇攻撃可能ナル如ク機宜行動協力ヲ得度｜三.當隊2月18日「カムラン」湾ヲ出撃ス』-p.62『17日7S司令官ハ3Egノ支援ニ任ズル事ヲ定メラル』
22. ↑  #昭和17年1月～五水戦日誌(2)p.61『21日｜由良、11dg、12dg、20dg、鶴見合同』
23. ↑  #昭和17年1月～五水戦日誌(4)pp.5-6『第三護衛隊(ﾛ)軍隊区分』
24. ↑  #昭和17年1月～五水戦日誌(2)p.5『2月24日1650北緯1度0分東経108度15分ニ於テ対潜警戒中ノ神川丸飛行機ハ潜没敵潜水艦ヲ発見之ヲ攻撃、春風及吹雪ハ飛行機ト協同爆雷攻撃ヲナス。輸送船隊ハ一時南西方ニ避退セシメ春風及吹雪ハ引続キ25日0200迄現場附近ニ在リテ敵潜ヲ制圧セリ』
25. ↑  #昭和17年1月～五水戦日誌(2)p.33『27日0948熊野機/先頭ノ大巡ハ超大型ニシテ戦艦ノ疑アリ、距離4000米ニテ確ムルモ疑問アリ』
26. ↑  #昭和17年1月～五水戦日誌(2)p.6『2月27日0900熊野飛行機ノ報告ニ依レバ敵大巡1隻軽巡2隻駆逐艦2隻(大巡ハ戦艦ノ疑アリ)「バタビヤ」ノ310度35浬ニアリ(略)1000敵針320度我ガ輸送船隊ニ向フ、1030輸送船隊反転ス、名取ハ直ニ敵方ニ進出攻撃ニ向フ(由良、11dg、12dgニ集結ヲ命ジ7S、19dgト協力索敵)』
27. ↑  #昭和17年1月～五水戦日誌(2)p.41『27日1250　5sd司令官/現敵情ニ鑑ミ上陸日ヲ更ニ1日繰リ下ゲ7S、由良、名取、11dg、12dgヲ以テ當面ノ敵ヲバダビヤ北西海面ニ撃破致シ度』
28. ↑  #モリソンの太平洋海戦史122頁
29. ↑  #昭和17年1月～五水戦日誌(3)p.3『3月1日0000「メラク」方面及「バンタム」湾方面3月1日0140「パトロール」方面何レモ無事予定錨地ニ入泊ヲ了シ陸軍部隊ハ上陸ニ成功セリ』
30. ↑  #昭和17年1月～五水戦日誌(2)p.64『28日　一.0500反転セル船団ト合同予定針路ヲ南下ス｜二.2400各方面共予定錨地ニ入泊セリ(バトロール方面ハ3月1日0140入泊)｜三.松風ハ「カリマタ」海峡ニ引返シ4sfノ護衛ニ任ゼシム』
31. ↑  #昭和17年1月～五水戦日誌(2)p.51『28日1800　3Eg指揮官→三隈最上艦長/三隈、最上ハ當隊ノ右斜前10粁附近ニ進出「バタビヤ」方面ノ敵ニ備ヘヨ』
32. ↑  #昭和17年1月～五水戦日誌(3)pp.4-5『「バタビヤ」沖海戦　輸送船隊南下中2月27日来「バタビヤ」港外附近ニ出没シアリシ敵艦艇ハ3月1日0000我ガ輸送船隊「バンタム」湾及「メラク」沿岸地区入泊ヲ了シタル直後即チ3月1日0015敵巡洋艦「ヒューストン」(米大巡)「パース」(豪乙巡)ノ2隻「バンタム」湾泊地ニ来襲セリ。當隊ハ直ニ5Sd(22dg、松風缺)、11dg、12dgヲ集結、2D/7S及敷波ト協力夜戦ヲ決行「バンタム」湾外ニ於テ此ノ敵ヲ撃滅セリ』
33. ↑  #昭和17年1月～五水戦日誌(3)p.9『1日0015吹雪艦長→3Fg.7S/敵巡洋艦2隻見ユ、地点バビ島ノ90度5浬　我位置バビ島ノ270度及2浬0015』
34. ↑  #昭和17年1月～五水戦日誌(3)pp.19-20『1日0430吹雪艦長/吹雪戦闘概報第6号　一.0009「バビ」島ノ270度2浬ヲ針路45度ニテ北上中同島ノ北東2浬ヲ南西ニ向フ敵巡洋艦2隻ヲ10粁ニ発見、直ニ島ニ近寄リ姿ヲ隠シツツ一周之ヲ正後尾ニ触接0040頃敵ハ我ガ駆逐艦輸送船砲撃ノ為面舵変針ニテ1旋回ノ終期0043「ヒューストン」ニ対シ雷撃、引続キ照射砲撃ヲ実施セリ。尚魚雷2本命中、速力急減セルヲ認ム。発射雷数9本射距離2500米包位角右110度発射位置バビ島ノ233度6浬発射弾数16発、射撃距離3000｜二.0330油槽船ニ対シ初雪ノ射撃開始ニ引続キ射撃発射弾数17発、平均射撃距離2500｜三.人員兵器異状ナシ』
35. ↑  #昭和17年1月～五水戦日誌(4)pp.22-23『「バース」竝ニ「ヒューストン」ニ対スル攻撃ハ吹雪ノ第一撃ニ依リ速力ヲ低下セシメ気勢ヲ挫キタル後…』
36. ↑  #昭和17年1月～五水戦日誌(3)pp.25-27『1日1200　11dg司令/(略)三.0330「バビ」島南方ヲ西航中ノ5000屯級敵給油船ヲ砲撃撃沈我ニ被害ナシ、吹雪ノ襲撃状況ハ吹雪機密第21番電ノ通』
37. ↑  #昭和17年1月～五水戦日誌(4)p.26『3月1日2135『初雪、吹雪ハ哨区警戒中「バビ」島北東海面ニ於テ英駆逐艦1、掃海艇１ヲ発見、直ニ之ヲ攻撃2200駆逐艦ヲ撃沈シ掃海艇ヲ擱坐セシム、我方被害ナシ』
38. ↑  #モリソンの太平洋海戦史123頁
39. ↑  #昭和17年1月～五水戦日誌(4)p.53『(ロ)被害(一)艦船被害　2号掃海艇沈没、陸軍輸送船四隻(佐倉丸沈没、竜城丸、蓬莱丸、龍野丸、大破半沈没)』
40. ↑  #昭和17年1月～五水戦日誌(3)p.24『1日1554熱田丸→名取/宛第三護衛隊指揮官　発第一揚陸団長　一.非常ナル御苦心御盡力ヲ深謝ス｜二.損傷輸送船団ハ砲弾ノ外高速魚雷艇ノ攻撃ニ依ルモノノ如シ(以下略)
41. ↑  #昭和17年1月～五水戦日誌(3)p.50『3月4日3Eg指揮官/一.3月4日附由良、11dg、12dg、1wgヲ3Egヨリ除ク(略)』-p.70『一.由良、11dg、12dg、1wg、鶴見、蘭印部隊ヨリ除カル』
42. ↑  #昭和17年1月～五水戦日誌(4)p.31『3月4日1900　第十一駆逐隊昭南港ニ向ケ「バンタム」湾発』
43. ↑  #昭和17年2月～三水戦日誌(4)p.23『3月10日｜一.12dgヲ廃シ20dgニ白雲、11dgニ叢雲ヲ加ヘラル｜二.機密第399番電ニ依リ特令アル迄旧司令官白雲叢雲(12dgトシテ)指揮ノコトニ定メラル(後略)』
44. ↑  #昭和17年2月～三水戦日誌(4)p.33『當隊艦隊区分左ノ通改ム｜旗艦川内｜第二十駆逐隊(隊番号1)第一小隊/(1)夕霧(2)天霧/第二小隊(3)白雲(4)朝霧｜第十九駆逐隊(隊番号3)第一小隊/(1)浦波(2)磯波/第2小隊(3)敷波(4)綾波｜第十一駆逐隊(隊番号2)第一小隊/(1)初雪(2)白雪/第二小隊(3)吹雪射(4)叢雲』
45. 1 2 3  #戦史叢書中部太平洋方面海軍作戦(2)97頁『機動部隊(3F)の進出』
46. ↑  #S1612六戦隊日誌(6)p.37『敵「ガダルカナル」飛行場及其ノ周辺ニ対スル制圧射撃ノ目的ヲ以テ支援隊(第六戦隊及吹雪初雪)ハ10月11日1200「ショートランド」出撃…』
47. ↑  #S1612六戦隊日誌(6)pp.34-35『是ニ於テ艦砲ヲ以テスル「ガダルカナル」飛行基地砲撃制圧ノ議案画セラレ10月13日第3戦隊射撃実施ノ予定トナリタルヲ以テソノ前ニ先ヅ當隊ヲ以テ砲撃ヲ実施スベク発令セラレタリ、即チ10月11日第6戦隊、13日第3戦隊、14日鳥海及第6戦隊砲撃実施(尓後15日第5戦隊第2水雷戦隊砲撃ノ発令アリ)ノ予定トナレリ』
48. ↑  #S1612六戦隊日誌(6)pp.35-36『情況判断トシテハ敵水上部隊ハ「ルンガ」附近ニ入泊補給増強ヲ為シアルモ夜間ハ遠ク東南方ヘ避退スルカ又ハ「ツラギ」港内深ク遁入シ僅カニ魚雷艇数隻ヲ以テ我増援部隊ニ対シ一部ノ反撃ヲ企図シアルニ過ギザル情況ナリシヲ以テ當我隊ノ「ガダルカナル」基地砲撃ニ対シテモ敵ノ大兵力水上部隊ヲ以テスル反撃等ハ殆ド無ノ機会ナキモノト判断シアリ。當日ハ昼間ノ我索敵偵察機、夜間ノ我増援部隊(第六戦隊ヨリ僅カ三時間以前「サボ」島附近ヲ通過シ「タサハロング」ニ入泊セリ)等ニ依ル敵情通報ニ於テ何等敵情ヲ得ザリシヲ以テ特ニ警戒ヲ厳ニ為シアリキ』
49. ↑  #ニミッツの太平洋海戦史125-128頁『十月の攻撃』
50. ↑  #S1612六戦隊日誌(6)p.38『1600以後速力30節第九警戒航行序列(第6戦隊順番号単縦陣距離1200米青葉ノ左右70度3000米ニ初雪吹雪)ヲ以テ進撃…』
51. ↑  #S1612六戦隊日誌(6)p.38『2013増援部隊タル日進錨地着及2030「ガダルカナル」基地気指揮官ヨリ天候快晴ノ電アリシヲ以テ当面ノ天候ヲ突破シ「ガダルカナル」敵飛行場砲撃ヲ決行セントセリ』
52. ↑  #S1612六戦隊日誌(6)p.38『2133「スコール」ヨリ出ズルヤ前方視界急展「サボ」島ヲ左3度約10浬ニ認メ2143砲撃26節ニ減速ヲ下令シタル瞬間左15度約10粁ニ艦影ラシキモノ3個ヲ認メタルヲ以テ直ニ右ニ展開戦闘下令旗艦将ニ砲火ヲ開カントスルヤ…』
53. ↑  『官報』第878号、昭和4年12月2日。
54. 1 2  『官報』第1454号、昭和6年11月2日。
55. ↑  『官報』第1778号、昭和7年12月2日。
56. ↑  『官報』第2658号、昭和10年11月11日。
57. ↑  『官報』第2964号、昭和11年11月17日。

1. ↑  外山操（2005），《艦長たちの軍艦史》（日語），光人社，ISBN 4-7698-1246-9

## 關聯項目
- 聯合艦隊
- 第二次世界大戰